# 包装废弃物

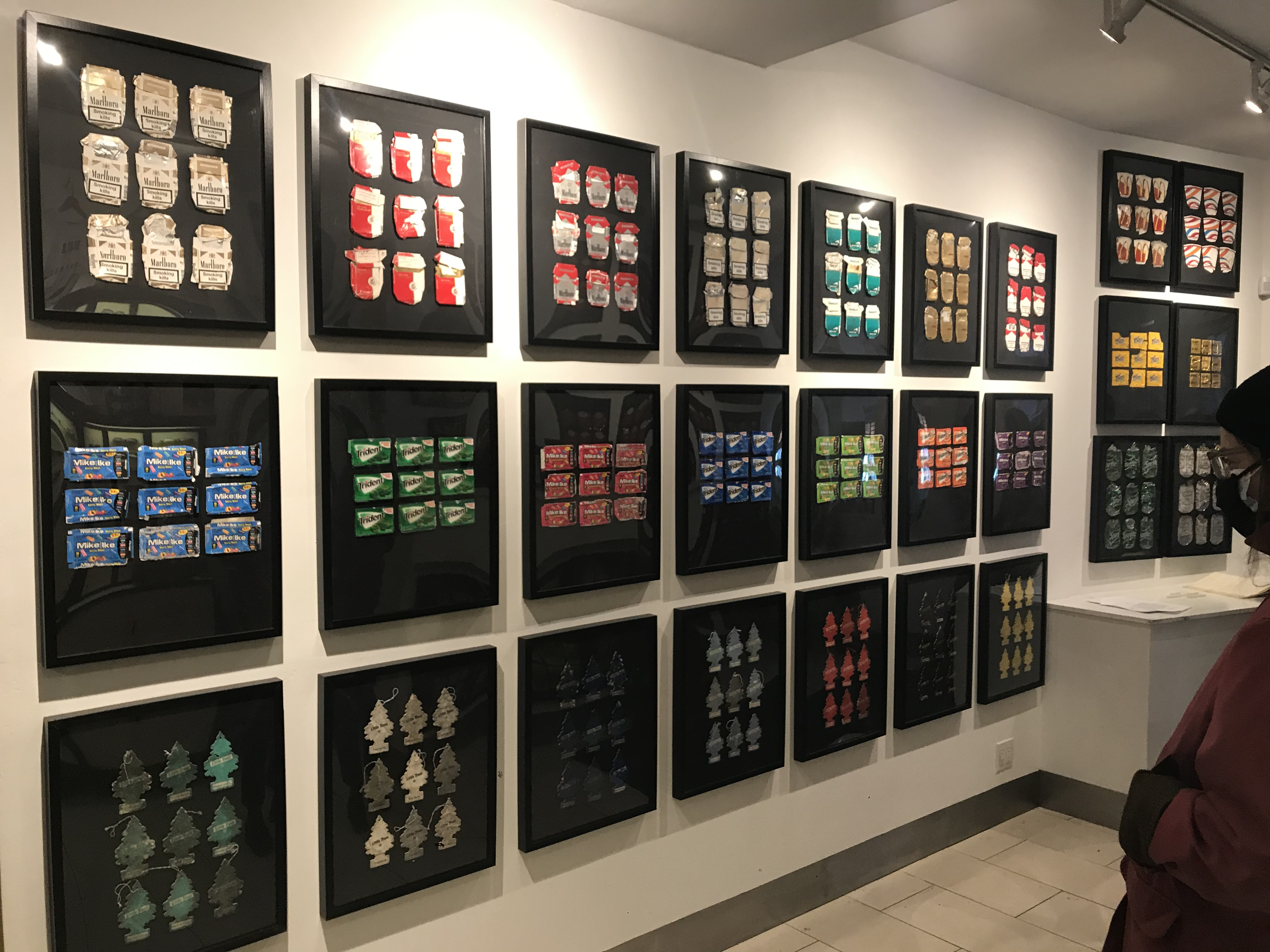
收集包裝廢棄物製成的藝術品

包装废弃物（英語：Packaging waste）指的是在商品销售、运送和使用中产生的废弃包装材料。这些废弃物来源广泛，包括但不限于塑料、纸、金属、玻璃等材料制成的包装。尤其是一次性塑料包装。包装废弃物是现代社会中一个重要的环境问题，同时在制造和处置过程中可能对环境造成严重影响。